# Guillaume Du Tillot
Pour les articles homonymes, voir Du Tillot.
Léon Guillaume Du Tillot, né à Bayonne le 22 mai 1711 et mort à Paris le 13 décembre 1774, est un homme politique français.
Il sera Premier ministre du duché de Parme et Plaisance à partir de 1759 et fait marquis de Felino avant de tomber en disgrâce en 1771.

## Biographie

### Ascension
Guillaume est le fils de Nicolas Dutillot, valet du roi Philippe V d'Espagne, et de Louise Pascal. Guillaume fait ses études à Paris, au Collège des Quatre-Nations. En 1730, ces études terminées, il se rend en Espagne où il devient valet de l'infant Charles. Après le départ du roi pour l’Italie, il est chargé de s’occuper des affaires de Philippe de Bourbon, devenant son secrétaire particulier, gardien de son coffre privé et organisateur des fêtes et spectacles à Chambéry et en d’autres lieux. En juin 1749, il quitte Paris pour Parme comme observateur et conseiller de Philippe, à la demande de Louis XV dont Philippe est le gendre. Le duc le nomme, le 26 juin 1749, intendant général du coffre, lui confiant ainsi la gestion du coffre ducal, le paiement des dépenses et des salaires, l’intendance des palais, des propriétés, des jardins et des théâtres, la direction des spectacles et des fêtes.
Philippe, toujours reconnaissant du service offert par Du Tillot, le fait ministre de l’économie publique et des affaires étrangères (1756), puis premier ministre le 18 juin 1759. Par son activité, Du Tillot rend le duché plus florissant grâce à une bonne administration. Le 20 juin 1764, il est nommé marquis de Felino et il reçoit les terres de Felino et de San Michele di Tiorre.

### Réalisations
Le chômage, la faible production, la méconnaissance des techniques de productions sont les maux récurrents de l’économie du duché. Du Tillot tente de les soigner en encourageant la production des nombreux produits liés à la mode : gants, voiles, drapés, plumes, velours. Il fait venir de France et de la Suisse de bons ouvriers et artisans qui enseignent leur art, il concède gratuitement des locaux pour les nouvelles industries, il les finance, il donne des pensions aux artisans afin qu’ils forment de nouveaux élèves. Concernant l’agriculture, il introduit et favorise la pomme de terre encore peu répandue en Europe, il améliore les routes, les ponts, les canaux afin de favoriser les importations et les exportations.
Lors de la réorganisation de la Bibliothèque publique de Parme, Du Tillot en construit une privée à son usage comprenant l’Encyclopédie de Diderot et D’Alembert. Il crée l’académie des Beaux Arts, le musée de l’antiquité, l’imprimerie ducale, le journal la Gazzetta di Parma et réorganise l’université de Parme, l’une des plus anciennes d’Europe, créée au XIe siècle. Il s’entoure d’intellectuels et d’artistes parmi lesquels Condillac, Paolo Maria Paciaudi, Giambattista Bodoni, Jean Baptiste Boudard et il invite à la cour Ennemond Alexandre Petitot. À l’aide de celui-ci, il imprime un nouveau style à la ville de Parme, modifiant l’église de San Pietro (reprise de la façade), le palais du Gouverneur, le palais de la Riserva, le Stradone, le palais ducal du Giardino avec l’aide du sculpteur Boudard.
En 1756, il appelle à la cour Guillaume Rouby de Cals, initialement employé auprès de l’administration des finances, il devient le secrétaire particulier de Du Tillot et directeur de la première fabrique de tissus militaires pour la maison ducale, fabrique créée Borgo San Donnino, l’actuelle Fidenza.

### Opposition à l’Église
En 1765, Philippe meurt laissant le trône à son fils Ferdinand alors âgé de 14 ans, tous les pouvoirs se concentrent dans les mains de Du Tillot. À l’image de Bernardo Tanucci, Du Tillot se montre favorable à la suprématie de l’État sur l’Église . Soutenu par les cours de France, d’Espagne et de Naples, il mène une lutte très dure contre les privilèges ecclésiastiques dont jouit le Saint-Siège, notamment l’absence de charges sur les propriétés. Dès 1764, il interdit la vente ou les dons de biens à l’Église Le pape Clément XIII condamne les nouvelles lois alors que les Jésuites sont expulsés du duché le 8 février 1768, les biens de beaucoup d’autres ordres sont confisqués, l’Inquisition abolie le 23 mai 1769.

### Chute
Du Tillot se trouve face à deux adversaires, d’une part, ses ennemis politiques en raison des durs conflits qu’il provoque avec les États pontificaux, sa gestion laïque du duché de Parme, les nominations qu’il effectue, la suppression de l’Inquisition et l’expulsion des Jésuites. D’autre part, l’arrivée de Marie-Amélie de Habsbourg-Lorraine épouse du nouveau duc Ferdinand Ier de Parme qui veut substituer l’influence autrichienne à celle française et espagnole. L’opposition de Marie-Amélie se transforme en haine, elle obtient de son mari son renvoi (14 novembre 1771) malgré l’opposition de la France et de l’Espagne. Du Tillot est contraint d’abord à des arrêts domiciliaires à Colorno où il réside puis à la fuite, le 19 novembre 1771, vers l’Espagne où il reçoit une pension de Charles III. Il revient en France où il meurt d’apoplexie  en 1774.
Le ministre Du Tillot est remplacé par l’Espagnol José Augustin de Llano qui se retirera au bout d'un an.